# Vinamilk

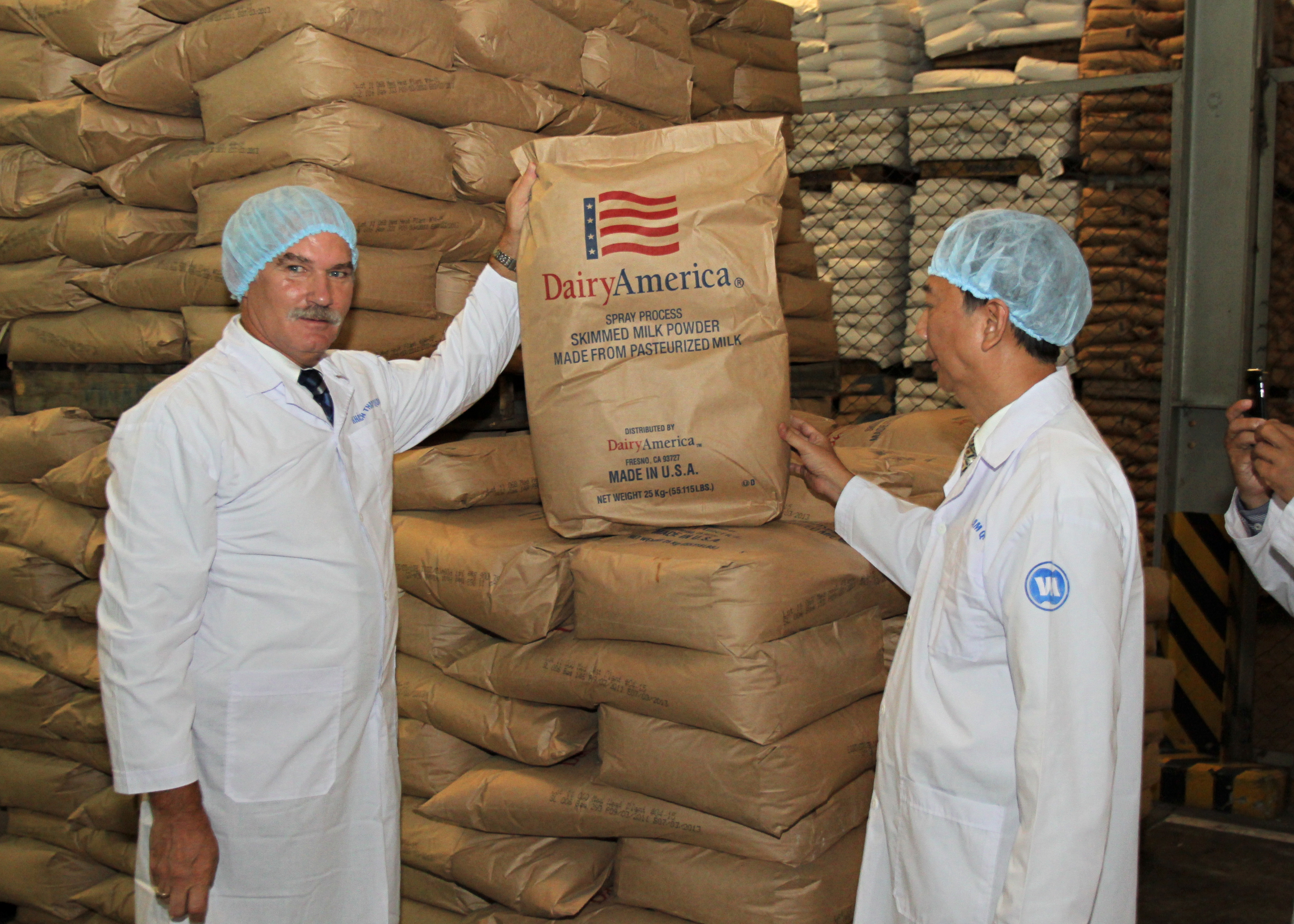
Представитель Министерства сельского хозяйства США на фабрике Vinamilk в Хошимине

Vinamilk (Vietnam Dairy Products Joint Stock Company) — крупнейшая пищевая компания Вьетнама, входит в число пятнадцати крупнейших компаний страны. Производит молочные продукты (в том числе сгущённое молоко, сухое молоко, питьевое молоко, йогурты, мороженое, сыры, детское питание) под брендами Vinamilk и Dielac, фруктовые соки, соевое молоко, кокосовые и кофейные напитки под брендом Vfresh. Торговая марка Vinamilk является самой дорогой во Вьетнаме (свыше 1,5 млрд долл.). 
Продукция Vinamilk экспортируется в страны Ближнего Востока, Камбоджу, Лаос, Австралию, Новую Зеландию, США, Польшу, Россию, на Филиппины (в 2012 году экспорт составил 180 млн долларов или 20 % от общего оборота компании). Главными конкурентами Vinamilk на вьетнамском рынке являются малайзийская компания Dutch Lady Vietnam (подразделение голландской группы Friesland Campina), швейцарская Nestlé Vietnam, вьетнамская NutiFood, американские Abbott Laboratories и Mead Johnson.
Крупнейшими акционерами Vinamilk являются Государственная инвестиционная корпорация Вьетнама (SCIC), сингапурский конгломерат Fraser and Neave, немецкие Deutsche Bank и DWS Fund, вьетнамские Dragon Capital и VinaCapital (представители Fraser and Neave и Dragon Capital входят в совет директоров компании).    

## История
Компания была основана в 1976 году как государственная Southern Coffee-Dairy Company. Она взяла под свой контроль три крупнейшие национализированные молочные фабрики бывшего Южного Вьетнама — Thống Nhất (принадлежала китайскому капиталу), Trường Thọ (принадлежала голландской компании Friesland Foods) и Dielac (принадлежала швейцарской компании Nestlé).
В 1978 году компания была переименована в United Enterprises of Milk Coffee Cookies and Candies, в 1993 году — во Vietnam Dairy Company. В 2003 году компания вышла на фондовую биржу Хошимина и была переименована во Vietnam Dairy Products Joint Stock Company (Vinamilk).
По состоянию на 2016 год Vinamilk контролировал 53 % внутреннего рынка жидкого молока, 80 % рынка сгущённого молока и 84 % рынка йогуртов. Компания имела свыше ста сбытовых офисов и работала с 650 супермаркетами и свыше 200 тыс. магазинами.
25 декабря 2019 года Vinamilk официально стала владельцем 75% акций GTN Foods Joint Stock Company.

## Структура
13 фабрик Vinamilk расположены в Хошимине, Бьенхоа (Донгнай), Тхуанане и Мифыоке (Биньзыонг), Кантхо, Куинёне (Биньдинь), Дананге, Кыало (Нгеан) и Тьензу (Бакнинь), логистические комплексы — в Хошимине и Ханое. Молочные фермы компании сосредоточены в провинциях Ламдонг, Биньдинь, Нгеан, Тханьхоа и Туенкуанг.
Также Vinamilk имеет доли в молочных предприятиях в Новой Зеландии (Miraka), США (Driftwood) и Камбодже (Angkor Dairy). В Хошимине Vinamilk владеет частной больницей An Khang Clinic.